# Storbritanniens kommunistiska parti (marxist-leninisterna)

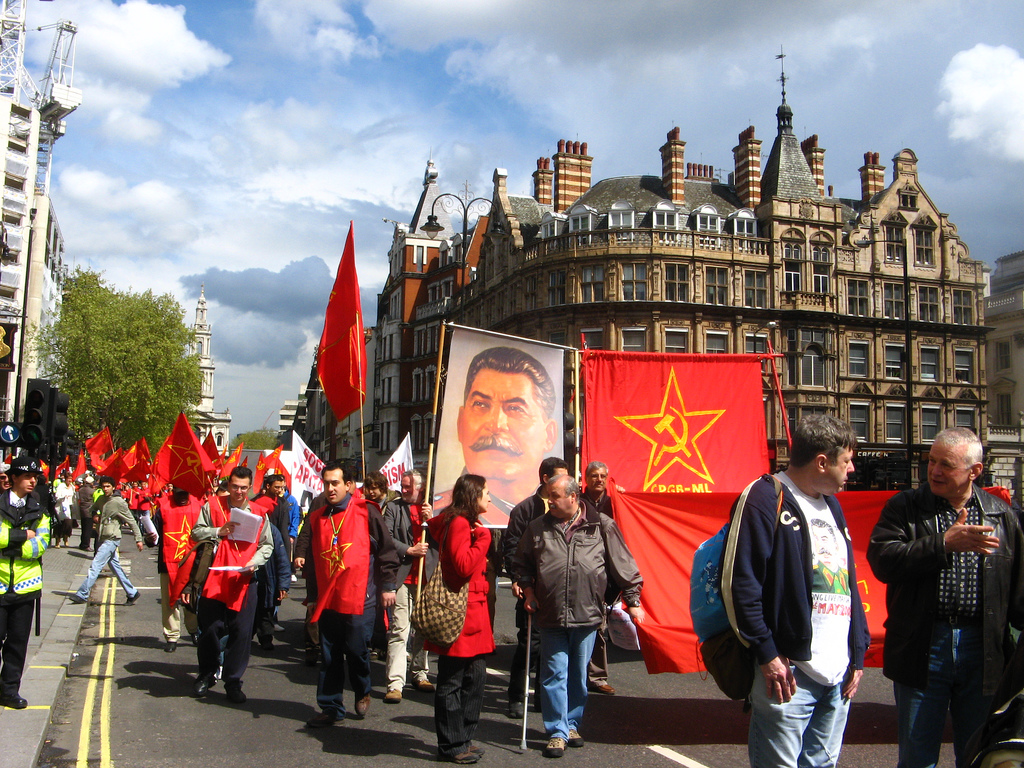
Brittiska kommunister med ett porträtt av Josef Stalin på första maj i London 2008.

Storbritanniens kommunistiska parti (marxist-leninisterna) (engelska: Communist Party of Great Britain (Marxist–Leninist)) är ett politiskt parti i Storbritannien bildat 3 juli 2004, framför allt av medlemmar från Arthur Scargills Socialistiska arbetarpartiet (Socialist Labour Party).
Partiet ger ut tidningen Proletarian, som kommer ut sex gånger om året. 2010 startades ett ungdomsförbund, Röd ungdom (Red Youth). Ordförande är advokaten Ella Rule som tog över efter indiskfödde Harpal Brar 2018.